# Grzybówka pomarańczowoostrzowa

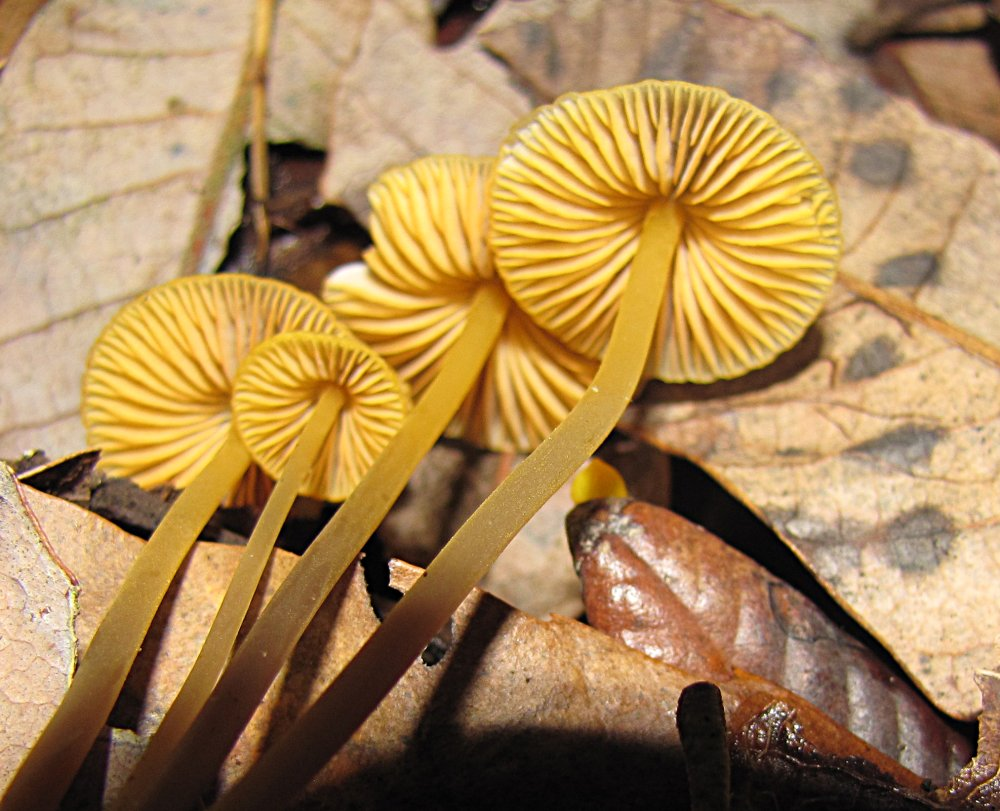

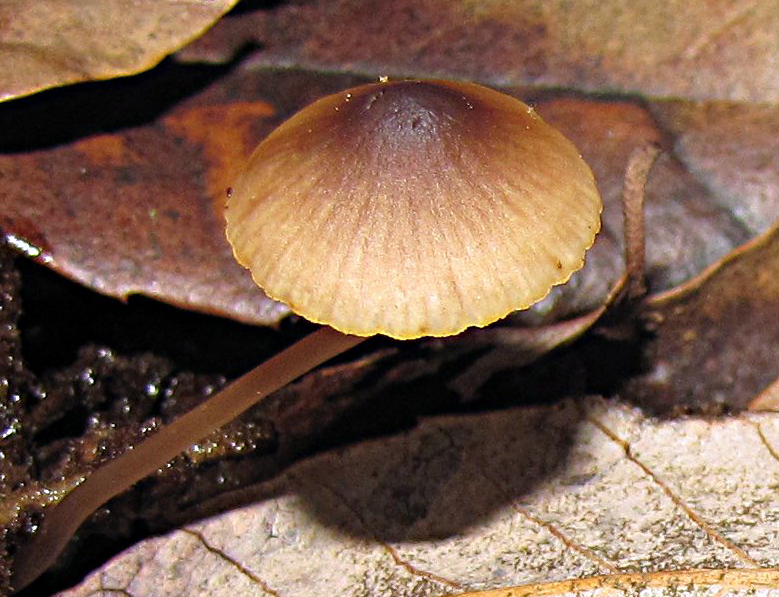

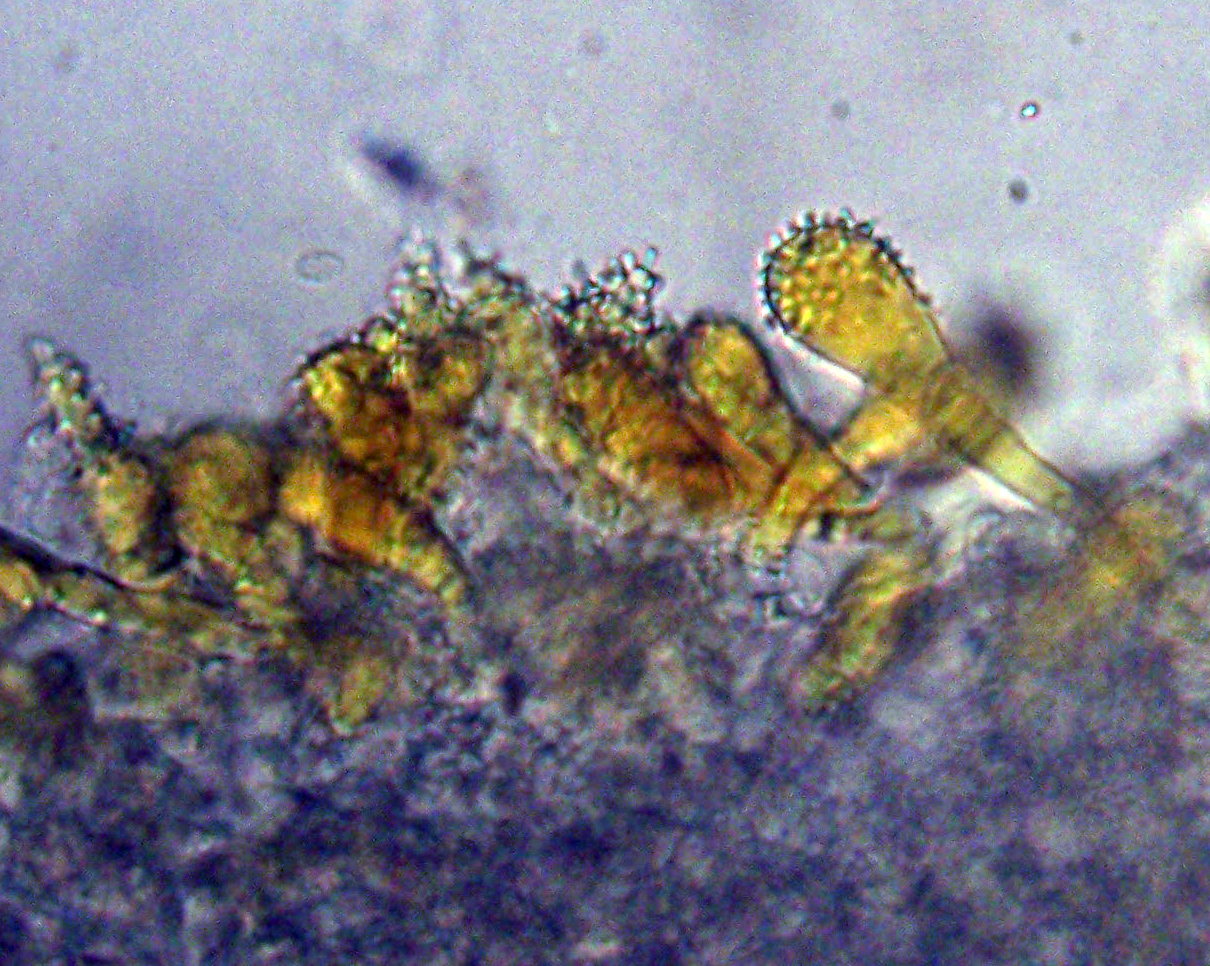

Grzybówka pomarańczowoostrzowa (Mycena aurantiomarginata (Fr.) Quél.) – gatunek grzybów z rodziny grzybówkowatych (Mycenaceae).

## Systematyka i nazewnictwo
Pozycja w klasyfikacji według Index Fungorum: Mycena, Mycenaceae, Agaricales, Agaricomycetidae, Agaricomycetes, Agaricomycotina, Basidiomycota, Fungi.
Po raz pierwszy takson ten opisał w 1821 r. Elias Fries, nadając mu nazwę Agaricus aurantiomarginatus. Obecną, uznaną przez Index Fungorum nazwę nadał mu Lucien Quélet w 1872 r.
Synonimy:
- Agaricus aurantiomarginatus Fr. 1821
- Agaricus elegans Pers 1801
- Agaricus marginatus Schumach. 1803
- Mycena aurantiomarginata f. elegans (Pers.) Hruby 1930
- Mycena elegans (Pers.) P. Kumm. 1871
- Mycena elegans var. aurantiomarginata (Fr.) Cejp 1930

Maria Lisiewska w 1987 r. nadała mu nazwę grzybówka pomarańczowoobrzeżona, Władysław Wojewoda w 2003 r. zaproponował nazwę grzybówka pomarańczowoostrzowa.

## Morfologia
Kapelusz
Średnica 10–25 mm, kształt stożkowy do parabolicznego, z wiekiem spłaszczający się, wypukły, w końcu płaski, z garbkiem lub bez, płytko bruzdkowany, półprzeźroczyście prążkowany. Jest higrofaniczny. Powierzchnia naga, szaro-brązowa, oliwko-brązowa do dość ciemnobrązowej. Brzeg jaśniejszy, pomarańczowy do pomarańczowożółtego.
Blaszki
Blaszki w liczbie 16–26 dochodzące do trzonu, wąsko przyrośnięte lub zbiegające z krótkim ząbkiem. Barwa od blado żółtawoszarej do szarobeżowej. Ostrze o barwie od jaskrawopomarańczowej do bladopomarańczowożółtej.
Trzon
Wysokość 35–80 mm, grubość 1–2 mm, wydrążony, prosty do zakrzywionego, równy, jędrny. W młodym wieku całkowicie oprószony, z wyjątkiem wierzchołka, białawy do żółtawego na wierzchołku, w dole od żółtego do ciemnobrązowego lub również pomarańczowy. Podstawa czasami żółtawa lub pomarańczowa. Jest gęsto pokryta włókienkami o barwie od żółtej do pomarańczowej.
Miąższ
O bardzo wyraźnym, słodkim, owocowym zapachu, często odczuwanym jako mączny lub lekko anyżowy.
Cechy mikroskopowe
Podstawki 24–33 × 5,5–8 µm, smukłe. maczugowate, 4–zarodnikowe, ze sterygmatami o długości 4–6,5 µm. Zarodniki 7,5–10,5 × 4–5,5 µm, Q = 1,7–2,1, Qav = 1,9, wydłużone, rurkowate do subcylindrycznych, gładkie, amyloidalne. Cheilocystydy 18–42 × 7–17 µm, tworzące jałowe pasmo, o zmiennym kształcie, ale często maczugowate do gruszkowatych, na długich lub krótkich krótkich szypułkach, z pomarańczową zawartością. Są pokryte dość licznymi, równo rozmieszczonymi, prostymi cylindrycznymi wyrostkami o wymiarach 1–3 × 0,5–1 µm. Pleurocystydy podobne. Strzępki w skórce kapelusza o szerokości 1,5–5,5 µm, gęsto pokryte prostymi lub rozgałęzionymi wyrostkami o wymiarach 1-24 × 1-3 µm, tworzące gęste masy i nieco skłonne do żelatynizacji. Strzępki warstwy korowej trzonu o szerokości 1,5-3,5 µm, gładkie lub z rzadkimi uchyłkami, pokryte wyrostkami o wymiarach 1–9 × 1–1,3 µm, komórki końcowe o szerokości 4,5–10 µm, proste lub różnie rozgałęzione, subcylindryczne do maczugowatych, prawie gładkie. Sprzążki obecne w strzępkach wszystkich części grzyba. 

## Występowanie i siedlisko
Znane jest występowanie tego gatunku w Ameryce Północnej, Środkowej i w Europie. Władysław Wojewoda w zestawieniu grzybów wielkoowocnikowych Polski w 2003 r. przytacza liczne stanowiska. W Polsce jest gatunkiem  rzadkim, występującym głównie w górach. Bardziej aktualne stanowiska podaje internetowy atlas grzybów. W Polsce gatunek rzadki. Znajduje się na Czerwonej liście roślin i grzybów Polski. Ma status V – gatunek narażony na wymarcie, który zapewne w najbliższej przyszłości przesunie się do kategorii wymierających, jeśli nadal będą działać czynniki zagrożenia.
Grzyb saprotroficzny. W Polsce rozwija się na opadłym igliwiu, zwłaszcza świerków, rzadziej jodeł. Owocniki pojedynczo od sierpnia do listopada. 